# Zürbach

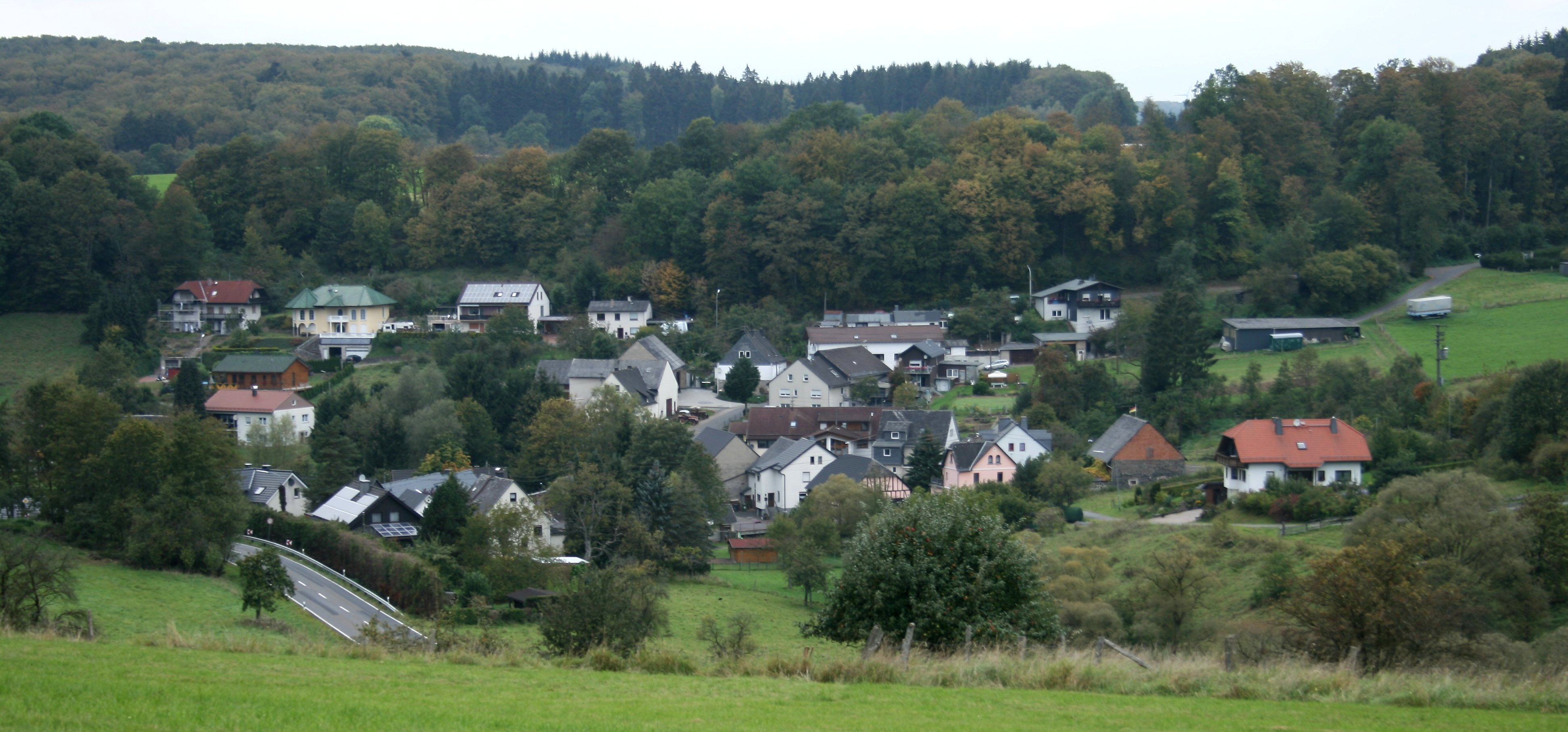
Ansicht von Zürbach

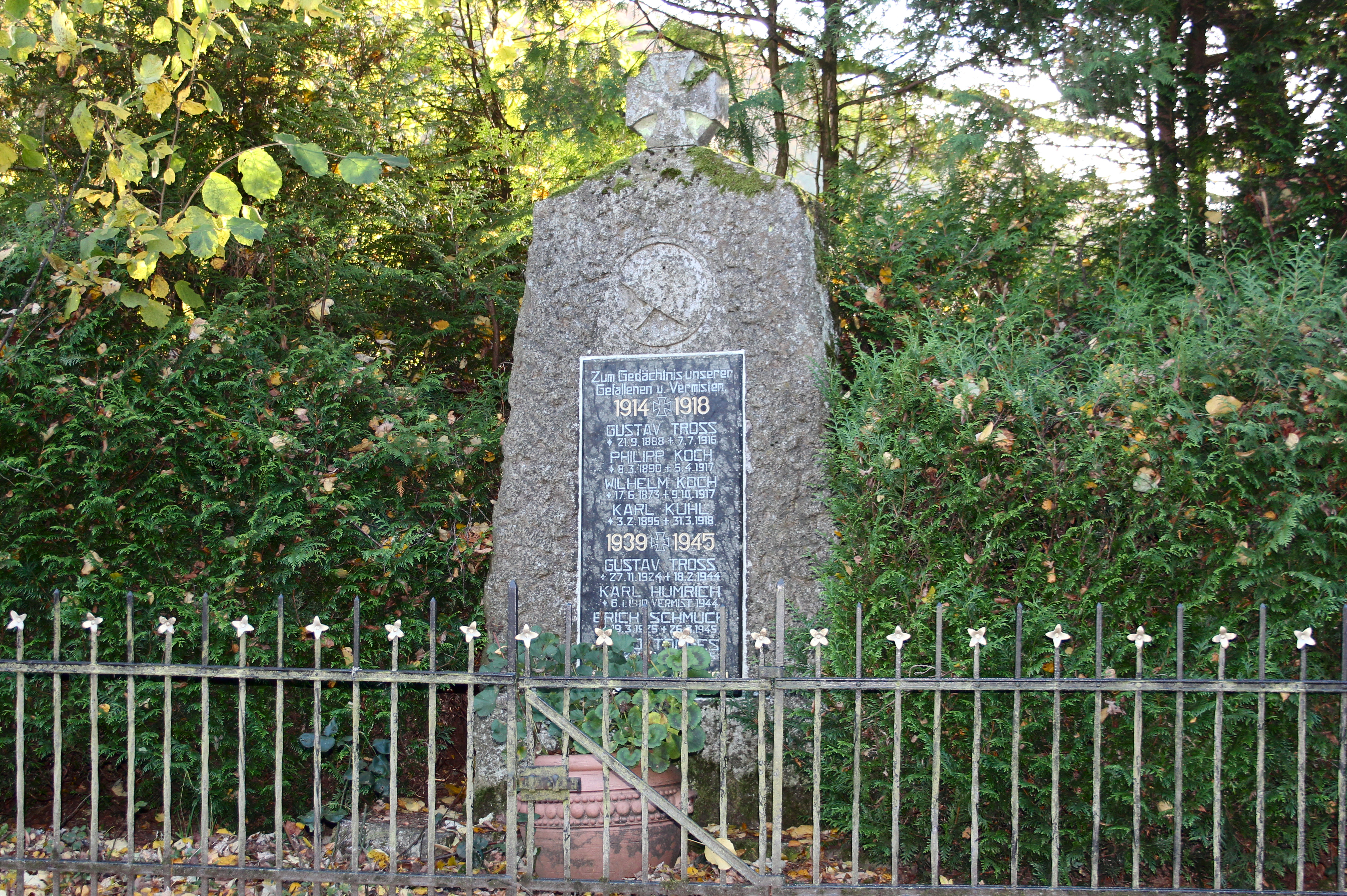
Das Denkmal für die Gefallenen beider Weltkriege

Zürbach ist eine ehemals selbständige Gemeinde im Westerwald und ist heute Ortsteil der rheinland-pfälzischen Gemeinde Maxsain im Westerwaldkreis. Sie gehört mit Maxsain zur Verbandsgemeinde Selters.

## Geographische Lage
Zürbach liegt etwa 2,7 km nordöstlich des Hauptortes Maxsain und etwa 1 km südwestlich der Gemeinde Freilingen bei 351 m. Die Gemeinde Weidenhahn liegt etwa 1 km südöstlich. Durch den Ort fließt der Saynbach.

## Geschichte
Erstmals erwähnt wird der Ort 1315 als Zurlinbach. Der Name Zürbach erscheint erstmal 1774. Im 16. Jahrhundert gehörte der Ort zum Bann Maxsain sowie zum Kirchspiel Rückeroth, zu dieser Zeit gab es im Ort im Jahr 1563 acht Haushalte. Im November 1615 leisteten die Einwohner von Zürbach ihren Eid auf Grafen Wilhelm von Sayn-Wittgenstein und gehörten zum Amt Grenzhausen der Grafschaft Sayn-Hachenburg bis 1799, als das Amt Grenzhausen zum Fürstentum Wied überging. Ab 1806 gehörte Zürbach dann zum Amt Selters, das dem Herzogtum Nassau unterstand. Im Ort lebten 1814 68 Einwohner, davon 51 reformierte und 17 katholische. 1829 ist eine Ölmühle dokumentiert, die nach 1837 von Friedrich Götsch auch als Mahlmühle betrieben wurde. Als Konsequenz des Deutschen Krieges unterstand der Ort dann ab 1866 dem Königreich Preußen. Nach dem Zweiten Weltkrieg wurde er in den Unterwesterwaldkreis eingeteilt, bis der 1974 aufgelöst und mit dem Oberwesterwaldkreis zum Westerwaldkreis wurde. Am 1. März 1970 wurde Zürbach Ortsteil von Maxsain.